# Liste des châteaux de l'île de Man
Cette liste non exhaustive répertorie les principaux châteaux de l'île de Man, au Royaume-Uni.
Elle inclut les châteaux au sens large du terme, c'est-à-dire, les châteaux et châteaux forts (généralement bâtis en milieu rural, y compris chartreuses, gentilhommières, logis seigneuriaux, maisons fortes, manoirs), les palais (généralement bâtis en milieu urbain), les donjons.

## Liste
| Château           | Construction | Localisation                      | Image |
| ----------------- | ------------ | --------------------------------- | ----- |
| Bishopscourt      | XIVe siècle  | 54° 17′ 59″ N, 4° 34′ 15″ O       |       |
| Château-Rushen    | XIIIe siècle | 54° 04′ 25,57″ N, 4° 39′ 10,44″ O |       |
| Château de Greeba | v. 1849      | 54° 11′ 35″ N, 4° 35′ 20″ O       |       |
| Château de Peel   | XIVe siècle  | 54° 13′ 35,22″ N, 4° 41′ 56,76″ O |       |
| Cronk Howe Mooar  | XIe siècle   | 54° 05′ 29,91″ N, 4° 44′ 45,63″ O |       |
| Fort de Derby     | XVIe siècle  | 54° 04′ 30,05″ N, 4° 36′ 18,46″ O |       |